# مرقد محمد بن زيد
مرقد محمد بن زيد (بالفارسية: امامزاده محمدبن زید) هو مرقد شيعي تاريخي يعود إلى الدولة الإلخانية، ويقع في مقاطعة كرمان.